# Catharsis (bande dessinée)
Pour les articles homonymes, voir Catharsis.
Catharsis est une bande dessinée de Luz sortie en 2015.

## Résumé
Luz, rescapé de l'attentat contre Charlie Hebdo parce qu'il était en retard à la conférence de rédaction, raconte son quotidien.

## Intentions
Luz présente cet album comme un album thérapeutique, de « retrouvailles avec le dessin »,.